# Castelguidone
Castelguidone es un municipio situado en el territorio de la Provincia de Chieti, en Abruzos (Italia).

## Demografía
| Gráfica de evolución demográfica de Castelguidone entre 1861 y 2001 |
|                                                                     |
| fuente ISTAT - elaboración gráfica a cargo de Wikipedia             |

- Datos: Q51201
- Multimedia: Castelguidone / Q51201

1. ↑  Worldpostalcodes.org, código postal n.º 66040.
2. ↑  «Codici Catastali». Comuni-italiani.it (en italiano). Consultado el 29 de abril de 2017.